# Oostduinkerke
Oostduinkerke ou Ostdunkerque ou Oostdunkerque [ɔst.dœ̃.kɛʁk], (en néerlandais : Oostduinkerke, [ostdœːnkɛrk], en allemand : Ostdünkirchen, en flamand occidental : Ôostduunkerke), est une section de la commune belge de Coxyde située en Région flamande dans la province de Flandre-Occidentale. C'était une commune à part entière avant la fusion des communes de 1977. Lors d`une précédente fusion en 1971 Ostdunkerque avait intégré elle même la commune de Wulpen.
Elle est notamment connue pour sa station balnéaire Ostdunkerque-Bains et ses pêcheurs aux crevettes à cheval.

## Toponymie
En 1135, une paroisse indépendante est créée sous le nom Dunacapella . Le nom évolua ensuite vers Dunckercka, c'est-à-dire l'église des dunes. En 1246, le nom se transforme en Ostdunckercka pour la différencier de son homonyme, aujourd'hui française Dunkerque, Duinkerke en néerlandais. Le suffixe Oost voulant dire de l'est. Sur la carte de Ferraris de 1777, nous pouvons voir le village sous le nom  Ostdunkercke.
On trouve les formes francophones actuelles Ostdunkerque,,,,, et Oostdunkerque,,,.
En néerlandais, le nom est Oostduinkerke, se prononçant [ostdœːnkɛrk]. Le nom néerlandais est parfois utilisé en français. La prononciation francophone est [ɔst.dœ̃.kɛʁk],. En flamand occidental, le nom est Ôostduunkerke.

## Démographie

### Évolution démographique: avant la fusion de 1971
- Sources : INS, Rem. : 1831 jusqu'en 1961 = recensements[13].

### Évolution démographique de la commune fusionnée (1971-1976)
- Sources : INS, Rem. : 1831 jusqu'en 1970 = recensements, 1976 = population au 31 décembre[13].

## La commune

### Pêche aux crevettes à cheval à Oostduinkerke

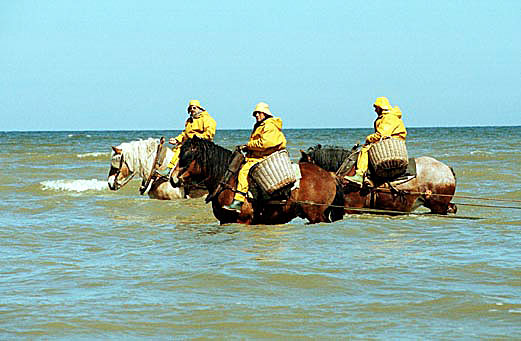
Pêcheurs de crevettes à cheval.

Jusqu'au milieu du XXe siècle, les villageois pêchaient la crevette à marée basse au moyen de filets tirés par des chevaux ou par les pêcheurs eux-mêmes. Actuellement, cette pêche ne se pratique plus qu'en tant qu'attraction touristique (unique au monde) subsidiée par la commune. Elle est reconnue comme patrimoine culturel immatériel par l'UNESCO.

### Station balnéaire
L'ancienne commune d'Ostdunkerque, fusionnée avec Coxyde en 1977 et qu'on appellera simplement "commune" dans cet article, est située sur la côte belge occidentale ("Westhoek"). Le nom néerlandais peut se traduire par « église des dunes de l'est ».
La partie nord de la commune jouxtant la mer est une station balnéaire entourée de vastes étendues de dunes (240 hectares) constituées en réserve naturelle. La partie sud, située à la limite des dunes et des polders (terres conquises sur la mer, jadis régulièrement inondées) était un village de pêcheurs qui, entre deux campagnes de pêche, cultivaient leur potager et n'hésitaient pas à braconner le lapin des dunes. Aujourd'hui, les villageois se sont entièrement reconvertis dans le tourisme et l'hôtellerie, qui se développe vers l'intérieur des terres.

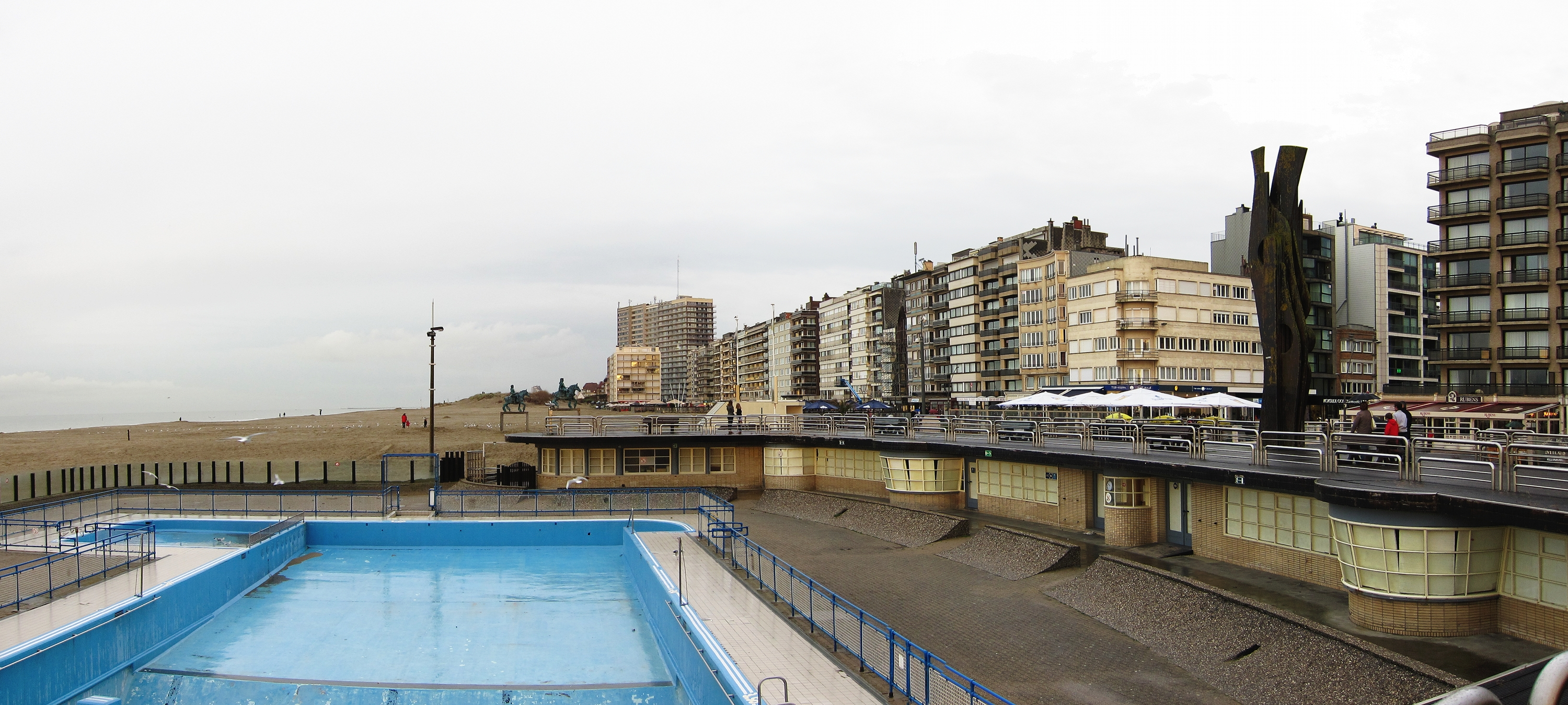
Le front de mer

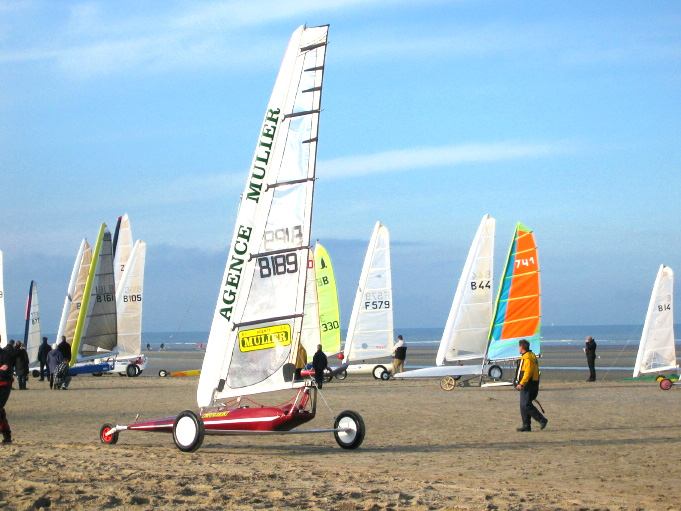
Chars à voile, photo Royal Sand Yacht Club de la Panne

La largeur de l'estran, sa pente douce et l'absence de brise-lames ou épis permettent la pratique du char à voile (aéroplage, voilier sur roues). Le musée de la pêche, situé au village, retrace l'histoire des pêcheurs d'Ostdunkerque. Ceux-ci étaient connus pour leur hardiesse et leur savoir-faire, en particulier par les patrons pêcheurs de Dunkerque, qui venaient les enrôler pour les campagnes d'Islande.

## Jumelage
Ostdunkerque est jumelée avec La Charité-sur-Loire (France), Biedenkopf (Allemagne) et Wépion (Province de Namur - Belgique).
| Ville | Ville                | Pays | Pays      | Période     |
| ----- | -------------------- | ---- | --------- | ----------- |
|       | Biedenkopf           |      | Allemagne | depuis 1966 |
|       | La Charité-sur-Loire |      | France    | depuis 1972 |
|       | Neustadt an der Orla |      | Allemagne | depuis 1999 |
|       | Wépion               |      | Belgique  | depuis 1974 |

## Les dunes
Les dunes d'Ostdunkerque se situent de part et d'autre de l'avenue qui relie le village à la mer (avenue Léopold II). À l'ouest, la réserve « Doornpanne » et à l'est, la réserve Ter Yde.

### Doornpanne
Une « panne » est une dépression entre les dunes, habituellement remplie d'eau saumâtre. Doorn signifie « épine », donc « dépression entourée de broussailles épineuses ». Dans les vieux Larousse on trouve aussi le mot « glouze » pour « affaissement dans un banc de sable imbibé d'eau ».
C'est dans le Doornpanne que se trouve le Hoge Blekker qui est la plus haute dune de Belgique avec une hauteur de 33 mètres.

### Ter Yde
Ter Yde est le nom d'un ancien hameau de pêcheurs situé sur la rive du Vloedgat, une vasière dans le delta de l'Yser (voir la partie historique ci-dessous). Le Vloedgat sera fermé par une digue, la Groenendijk (« digue verte ») et constitue le Lenspolder ("Polder de la famille Lens") sur la rive gauche de l'Yser actuel. En amont de l'ancienne vasière, dans le bois Hannecart actuel, subsiste une petite dépression au fond de laquelle coule un ruisseau alimenté par l'eau qui sourd des dunes avoisinantes. Celui-ci s'appelle le Beek-zonder-naam (le « Ruisseau-sans-nom »).

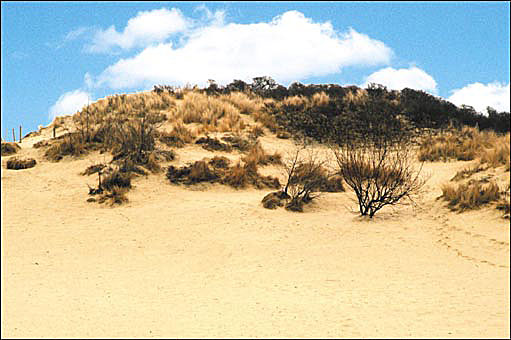
Hogen Blekker, l'ascension

La réserve comprend des dunes de plusieurs types :
Les plus anciennes datent du haut Moyen Âge. On en trouve à Ostdunkerque mais aussi à Adinkerke (La Panne), à la limite des polders et des dunes plus récentes. On les appelle « kopjesduinen » (dunes « mamelon », de par leur forme arrondie) ou en anglais « hedgehog dunes » (dunes  « hérisson », à cause de leur végétation broussailleuse). Ce sont des bancs de sable formés par les courants de l'ancien delta de l'Yser.
Au-delà des kopjesduinen, en allant vers la mer, s'étendent les Plaatsduinen (« Dunes de la Place ») et les Karthuizerduinen (« Dunes des Chartreux », un couvent de cet ordre religieux y ayant existé). Ces dunes mobiles, de forme parabolique, se déplacent d'ouest en est sous la poussée des vents dominants. Il a fallu y planter des oyats et des barrières en bois pour empêcher l'ensablement du Lenspolder. Les Plaatsduinen par contre, bien que du même type que les Karthuizerduinen, ne sont que les séquelles d'une formation médiévale presque entièrement stabilisée.
Les Zeebermduinen (« Dunes des berges de la mer », dunes maritimes) sont les plus récentes. Elles se situent entre les Karthuizerduinen et la mer. Elles forment un rempart naturel contre les inondations. On distingue trois types de formations: un ensemble assez chaotique de dunes couvertes d'oyats et autre végétation basse, la bande côtière entrecoupée de brèches (qui naguère servaient de passage aux pêcheurs) et finalement des dunes embryonnaires jouxtant la partie haute de l'estran.

## Histoire

### Les Celtes
Pour comprendre, il faut d'abord s'imaginer la côte flamande (belge et française) sans les stations balnéaires, sans les avenues et les villas, sans les digues de mer et leurs appartements, sans le trafic de voitures et de tramways. Et un arrière-pays sans ville ni village, sans autoroute ni exploitation agricole, sans bruit ni pollution. Il n'y a que des vastes étendues de dunes formant un rempart naturel contre les assauts des flots, sous un immense ciel le plus souvent chargé de nuages bas chassés par le vent. En certains endroits, la mer ouvre une brèche par laquelle s'engouffrent les marées hautes, inondant la plaine côtière. En d'autres, une rivière maritime forme un estuaire fluvio-marin, paysage amphibie d'étangs saumâtres, de chenaux enfermés par des bourrelets de terre, de bancs de sable mobiles, de bras morts et de vasières. Les dunes et les terres les plus élevées offrent un refuge aux hommes et aux animaux.
Dans l'antiquité la plaine côtière est habitée par des Morins et des Ménapiens. Plus tard, on donnera aux Francs qui habitent ces lieux le nom de Flamands, du germanique « flamme » et ses dérivés qui signifient « rivière », « marais », « courant », « inondation », « vase ». Le nom de la région sera « Flandre », du latin « Flanandrum ».
Du IIIe au VIIIe siècle de l'ère chrétienne, la plaine côtière est envahie par la transgression marine Dunkerque II jusqu'à 10 kilomètres à l'intérieur des terres. On peut supposer que toutes les implantations celtiques furent abandonnées.

### Les Cisterciens

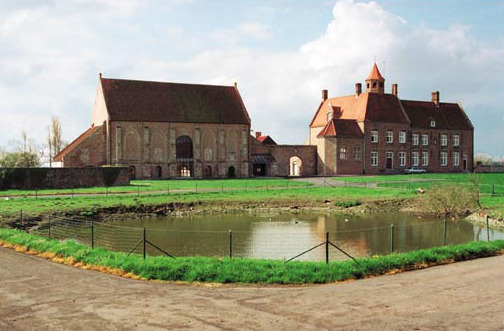
Ten Bogaerde, ferme de l'Abbaye des Dunes

La mer se retire lentement pendant la phase de régression carolingienne au VIIIe siècle. Les prés salés qui se forment d'abord sur les terres émergentes permettent l'élevage de moutons. Au fur et à mesure du retrait de la mer des herbages apparaissent, servant de pâture au bétail. L'élevage et plus tard l'exploitation agricole est encouragée et dirigée par les Cisterciens de Gand. Les exploitants se groupent et sont à l'origine des premières communautés villageoises. C'est de cette époque que datent les premières tentatives d'assèchement des terres au moyen de fossés et de petites digues.
Mais le sort s'abat à nouveau sur la plaine flamande : lors de la transgression Dunkerque III aux alentours de l'an mil, la mer s'engouffre dans l'estuaire de l'Yser et une grande partie des basses terres est derechef inondée.
Afin d'éviter pareille catastrophe à l'avenir, des digues continues sont élevées aux XIe et XIIe siècles de part et d'autre de l'estuaire de l'Yser par raccordement et renforcement de petits ouvrages existant déjà, ce qui explique leurs parcours sinueux. Un exemple en est la « Oude Zeedijk » (ancienne digue de mer), perpendiculaire à la côte, qui protège Furnes et son arrière-pays des débordements de l'Yser.
Les cisterciens construisent à Coxyde l'abbaye des Dunes, ainsi que quelques fermes, dont la plus importante sera Ten Bogaerde avec sa grange monumentale (à gauche sur les photos). À Furnes, les moines de Prémontré fondent l'abbaye Saint-Nicolas là où se trouvait le château fort des Normands.

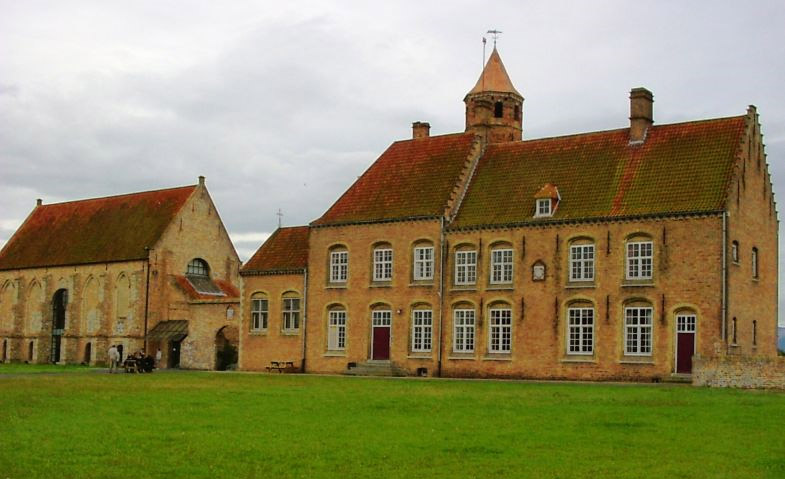
Ten Bogaerde, vue rapprochée

Les terres gagnées sur la mer sont appelées « polders » (terres d'alluvion). Celles situées dans l'arrière-pays de La Panne et de Bray-Dunes, les Moëres, se trouvent à 2,5 mètres sous le niveau des basses mers. Elles sont donc particulièrement exposées aux inondations. L'Anversois Wenceslas Cobergher les assèchera complètement en 1626 au moyen de digues, de canaux et de moulins à vent équipés de vis sans fin. En 1640, elles seront inondées volontairement pour assurer la défense de Dunkerque. Ce n'est qu'en 1758 que le comte d'Hérouville entreprendra un nouvel assèchement, tant du côté français que du côté autrichien. Quelques inondations plus tard, en 1787, le Hollandais Vandermey achèvera l'ouvrage.

### Nieuwe Yde et Ostdunkerque
L'estuaire de l'Yser est laissé en son état naturel. Sur sa rive gauche s'ouvre une vasière, nommée « Vloedgat » (crique à flot). Elle sert de refuge aux barques d'une petite communauté de pêcheurs, qui fondent la première agglomération connue sur le territoire de la commune actuelle d'Ostdunkerque. On lui donne le nom de « Nieuwe Yde » (nouvelle bruyère)
Dans les archives des abbayes de Furnes et de Bergues on trouve des cartes du XIIe siècle, faisant mention d'une paroisse appelée « Duncaple » ou « Dunkercke » (chapelle ou église des dunes), indiquant la présence d'un édifice religieux, vraisemblablement parmi les fermes cisterciennes au sud du village d'Ostdunkerque actuel. L'appellation « Oost-Dunkercke » sera utilisée plus tard afin de ne pas confondre avec la ville de Dunkerque. D'autres sources optent plutôt pour l'interprétation « Église des dunes orientales », qui semble assez vraisemblable, quand on sait que non loin de la chapelle se trouvent les Oostvoorduinen, que l'on pourrait traduire par « les dunes orientales antérieures ».
Quelques dizaines d'années plus tard, une chapelle ou église est construite dans le hameau du Nieuwe Yde. Le statut d'église paroissiale lui sera accordé en même temps que la création d'une paroisse à Nieuport.

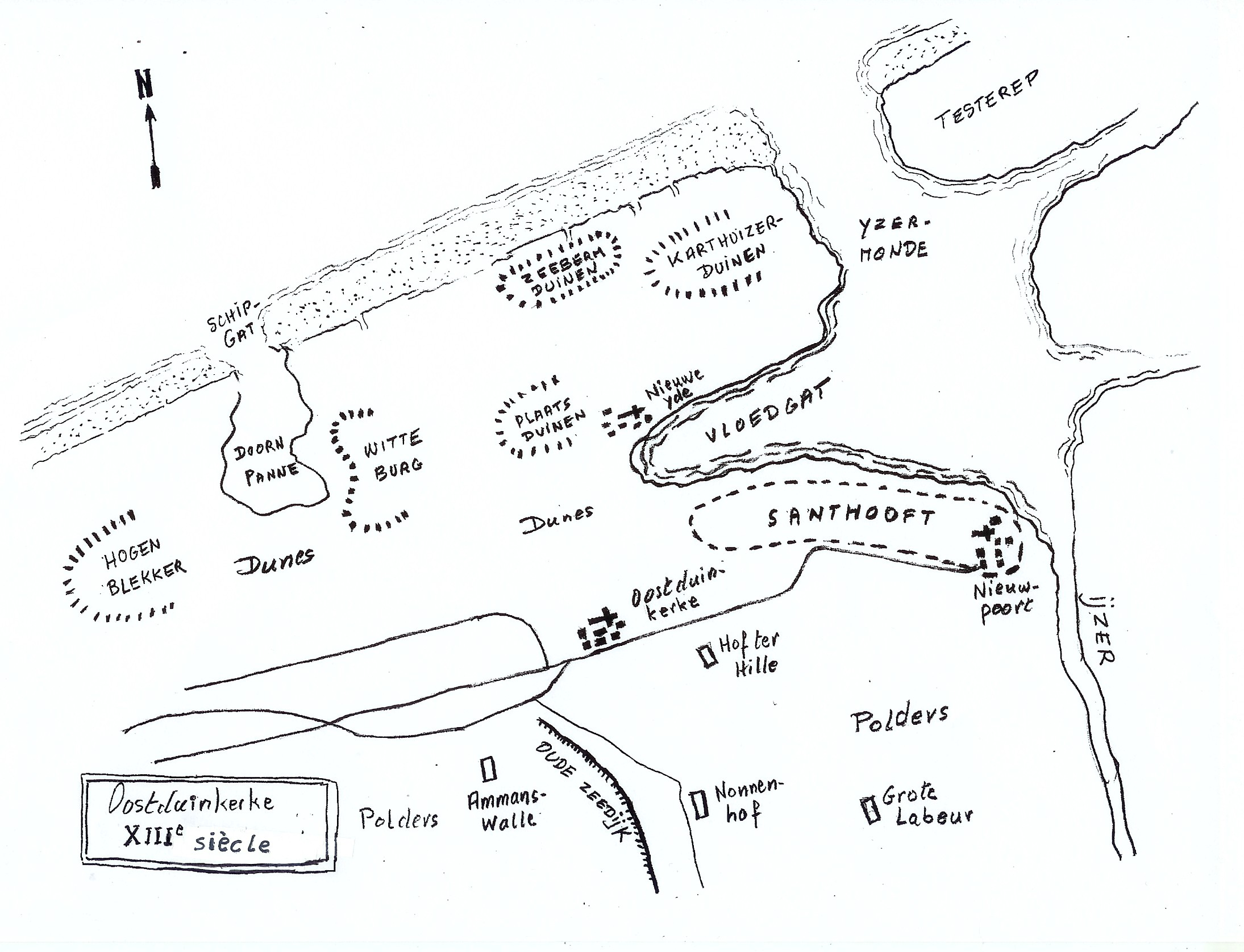

### Les Comtes de Flandre
À la même époque, Marguerite, Comtesse de Flandre et de Hainaut, assujettit le « hameau de Vloedgat » à l'administration, la juridiction et l'impôt des échevins de Nieuport. En contrepartie les habitants payent la dîme (10 %) sur les revenus de la pêche au hareng. La distribution de cette dîme devient objet de dispute entre l'échevinat de Nieuport et le chapitre de Sainte-Walburge à Furnes. Elle sera réglée par ordonnance des échevins de Nieuport, approuvée par Gui de Dampierre, Comte de Flandre. Celui-ci fait exécuter des travaux importants au port de Nieuport et aux digues de l'estuaire, ce dont profiteront entre autres les habitants de Nieuwe Yde. Ceux-ci obtiennent le libre passage vers Nieuport, mais pendant le carême ils sont obligés d'y vendre la totalité du produit de leur pêche. D'autre part ils participent à la défense de Nieuport, lors des nombreux sièges que subit la ville au XVe siècle.
Les agriculteurs d'Ostdunkerque dépendent donc du chapitre de Furnes, alors que les pêcheurs de Nieuwe Yde sont administrés par l'échevinat de Nieuport. Mais Nieuwe Yde attire des nouveaux habitants qui construisent leurs demeures du côté d'Ostdunkerque et se retrouvent de ce fait sur le territoire du chapitre et de la châtellenie de Furnes. La situation se complique lorsque l'administration furnoise somme les habitants de la châtellenie de se munir d'armes et de se rendre à Furnes pour passer la revue. Ils se plaignent auprès des échevins de Nieuport qui les dispensent des obligations furnoises tout en leur promettant leur appui armé.

### Les gouverneurs espagnols
La petite communauté agricole d'Ostdunkerque se développe autour de l'église. Elle comprend quelques grandes fermes, des ouvriers agricoles, des artisans et quelques pêcheurs.
Pendant la seconde moitié du XVIe siècle, elle subit les guerres de religion. Les Pays-Bas espagnols se partagent entre l'Union d'Utrecht et l'Union d'Arras. Entre les deux subsiste un ensemble de contrées n'ayant pas fait le choix, dont font partie Ostdunkerque et Nieuport. Par contre, Ostende et Bruges adhèrent à l'Union d'Utrecht. Les garnisons « hollandaises » d'Ostende se livrent à de nombreuses incursions à l'ouest de l'Yser, en particulier à Ostdunkerque, où l'église et les fermes avoisinantes sont pillées et incendiées.
Sous le règne d'Albert et Isabelle, la paix s'installe aux Pays-Bas et le commerce reprend. Un canal est construit, reliant Bruges à Dunkerque en passant par Furnes. En 1610, les paroissiens d'Ostdunkerque construisent enfin une église digne de ce nom à 500 mètres de la chapelle des dunes. Elle est érigée en style gothique et surmontée d'une lourde tour carrée portant une flèche haute et élancée qui sert d'observatoire aux habitants du village, mais également aux belligérants, ce qui lui sera fatal : la garnison espagnole de Nieuport la fera sauter parce qu'un poste d'avant-garde français l'occupe.
L'archiduc Albert meurt en 1621 et les Pays-Bas Méridionaux retournent à la couronne d'Espagne. Les Flandres redeviennent la proie des armées qui la parcourent, la rançonnent et la pillent: celles de l'Union d'Utrecht (devenue Provinces-Unies), celles de la France qui mène une politique d'annexion des provinces méridionales et celles de l'Espagne qui veulent l'en empêcher. Lorsque le gouverneur de Dunkerque (que Louis XIV avait vendue à Charles II d'Angleterre) entreprit une expédition vers Nieuport, il ne trouve rien à rapiner.
Nieuwe Yde disparaît peu à peu. En cause, entre autres, les inondations de 1570 et de 1621 ainsi que quelques incendies qui ravagent le hameau et dont on a retrouvé des traces (objets carbonisés). Curieusement, on y découvrira aussi des grandes quantités d'épingles en cuivre. Peut-être s'agit-il là de la première industrie locale.
Par le traité de Münster en 1648, les Provinces-Unies se séparent de l'Empire et deviennent République. Celle-ci, la France et l'Espagne signent en 1678 la paix de Nimègue. Les Flandres, restées espagnoles, mettent à profit ce répit pour entamer leur redressement économique. Entre autres, il permet à la châtellenie de Furnes d'assécher le Nieuwpolder qui se trouve sur le territoire d'Ostdunkerque. Las, cinq ans plus tard, les troupes françaises font une nouvelle incursion dans la région et lèvent de lourds impôts sur la population...

### Les gouverneurs autrichiens
Le traité d'Utrecht met fin, en 1713, à la Guerre de Succession d'Espagne. Les Pays-Bas méridionaux passent sous domination autrichienne. Le XVIIIe siècle sera caractérisé par une succession de gouverneurs qui dirigent le pays de façon personnelle et autoritaire à l'instar des despotes éclairés. Mais le bilan sera bénéfique: regain démographique, renouvellement de l'infrastructure, modernisation du commerce et de l'industrie, amélioration de la conjoncture sociale. Malgré cela, la pêche en mer semble avoir traversé une crise: en 1764, interdiction est faite aux pêcheurs de Nieuport de ramener des harengs « étrangers » dans leurs filets et en 1770 le gouvernement octroyait un subside de 50 florins aux bateaux qui partaient à la pêche pendant l'été.

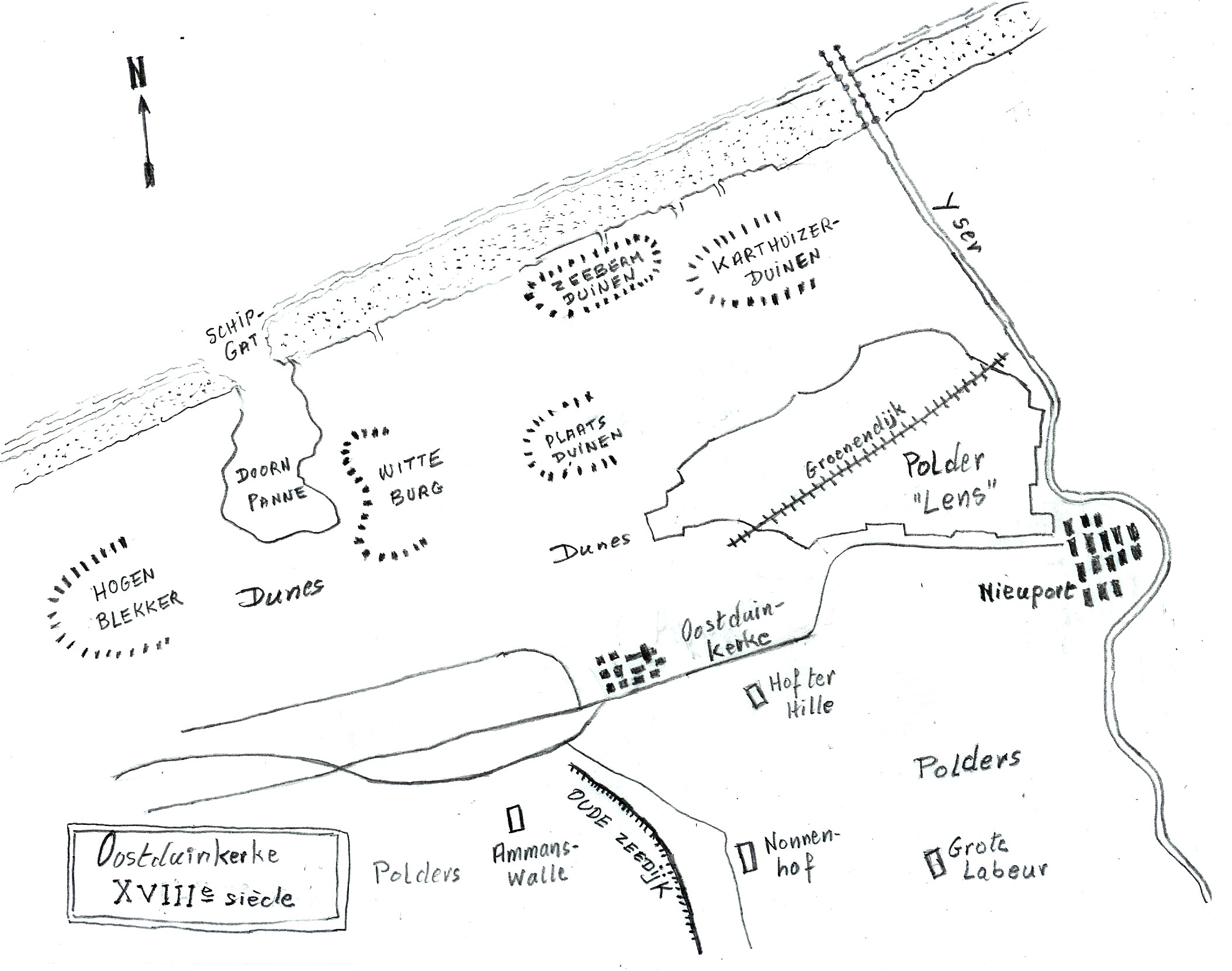

### La domination française
À partir de septembre 1792, les Girondins dominent la Convention. Ils rallient celle-ci à leurs idées de guerre révolutionnaire. Les armées de la République française se lanceront à l'assaut des Pays-Bas autrichiens au début du mois de novembre. La victoire du général Charles François Dumouriez à Jemappes (6 novembre 1792) ouvre la porte aux troupes conventionnelles, auxquelles il ne faudra qu'un mois pour occuper la plus grande partie de la future Belgique.
Dumouriez, originaire de Cambrai, s'oppose aux commissaires de la République envoyés par la Convention et partisans d'une annexion des territoires belges à la France. Le général, lui, préconise la création d'une république indépendante. Finalement, la future Belgique sera placée sous la tutelle de la France. En outre, le Hainaut et Tournai seront annexés à la République, par décret du 2 mars 1793, pour en devenir le 86e département, il est vrai pendant un mois seulement, puisque ces territoires seront retournés à leurs anciens princes après la défaite de Demouriez à Neerwinden (18 mars 1793).
L'occupation ne sera pas de tout repos. Au point que, dans une proclamation de début mars 1793 distribuée dans tous les territoires annexés, Dumouriez accuse les troupes françaises de pillage et de sacrilège et engage la population à déposer plainte contre tout militaire qui se livre à de telles exactions.
Même après la défaite de Neerwinden et la reconquête des territoires belges par les Autrichiens, les troupes de la République effectueront de multiples incursions dans le Westhoek.
En avril 1793, les habitants de Loo, Alveringhem, Elsendam, Pollinckhove se voient imposer de lourdes contributions sous la menace de destruction de leurs biens par le feu en cas de non-paiement. Ils n'ont d'autre choix que de se réfugier derrière les remparts de la ville de Furnes.
En octobre 1793, le général Dominique-Joseph René Vandamme, originaire de Cassel, fait le siège de Nieuport. Ses troupes sont logées à Ostdunkerque, chez l'habitant et dans l'église. Celle-ci sera complètement pillée et dépouillée pendant le siège. Lors de leur départ, les soldats y mettent le feu, volontairement ou accidentellement, nul ne le saura.
À la bataille de Fleurus, le 26 juin 1794, l’armée française, sous le commandement du maréchal Jean-Baptiste Jourdan, remporte une victoire sur l’armée autrichienne du général Cobourg. La Belgique est réoccupée par la France.
Le 1er octobre 1795, la Convention française vote l'annexion de la Belgique. La Flandre Occidentale devient le département de la Lys, le 55e dans la liste des 98 départements et arrondissements communaux de France, ce qui entraîne des changements en profondeur : entre autres, suppression des châtellenies, installation de la gendarmerie, instauration de l'état civil, interdiction du culte, séquestration des biens des moines et du clergé, y compris la saisie et la vente des trois fermes de l'abbaye Ter Duinen (Amanswalle, Ter Hille et Grote Labeur). Même les dunes entre le village et la plage sont confisquées, puisqu'elles appartiennent à l'abbaye. Elles sont vendues à une famille de Dixmude. Celle-ci apprend qu'une bulle papale excommunie les acheteurs de biens d'église confisqués qui les revendraient à des tiers. Voilà pourquoi la famille dixmudoise ne fait que donner ses dunes à ferme, jusqu'à expiration de l'emphythéose et pourquoi celles-ci ne sont rachetées qu'en 1894.

### De 1800 à nos jours
Le village va être modifié petit à petit par la création de la station balnéaire d'Ostdunkerque-les-Bains entre 1876-1878, qui va transformer ce village de pêcheur en une station touristique.
L'église Saint-Nicolas est bombardée durant la Seconde Guerre mondiale. Une nouvelle église beaucoup plus grande en raison du développement du tourisme est construite en 1955. Ostdunkerque sera détaché du royaume de France, en 1815, pour être rattaché au royaume des Pays-Bas, nouvellement créé.

#### Bourgmestres
Les bourgmestres d'Ostdunkerque :

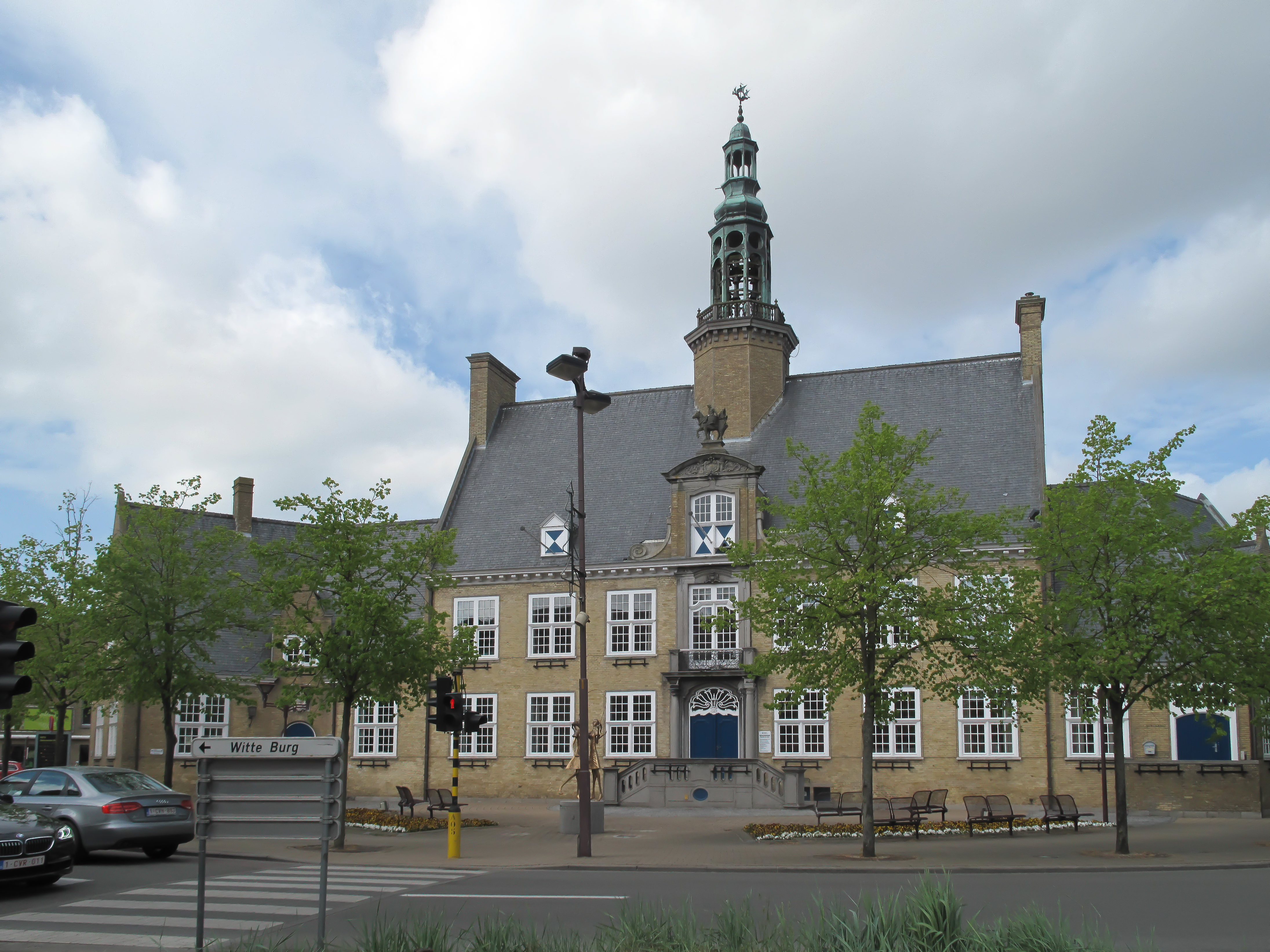
Ancienne maison communale

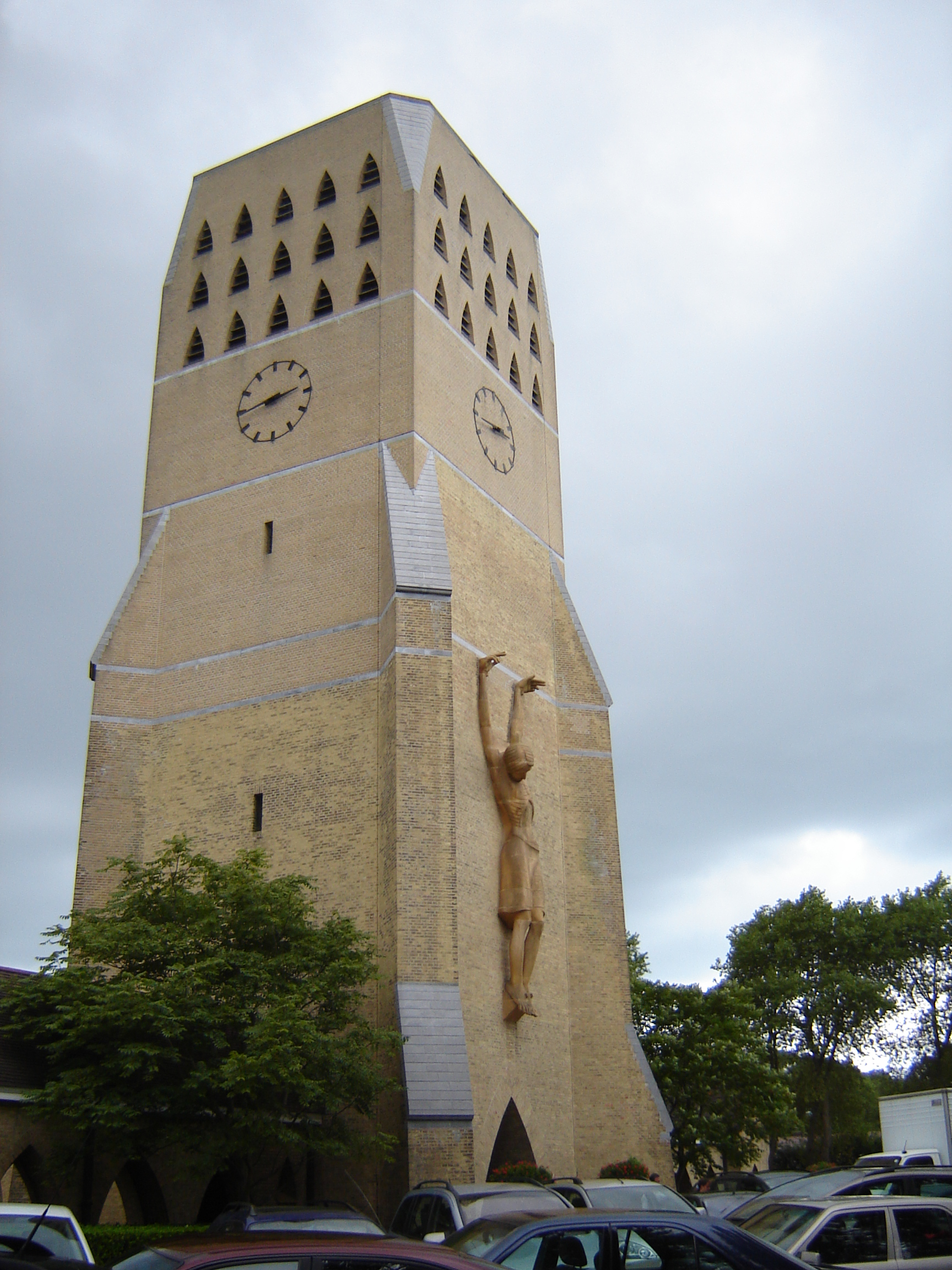
Église Saint-Nicolas

- de 1796 à 1798 : Jan van de Waeter, agriculteur
- de 1799 à 1799 : Filop De Spot, commerçant
- de 1800 à 1800 : Frans Demeyer, aubergiste
- de 1801 à 1805 : Henri Biesbrouck, agriculteur
- de 1806 à 1810 : Pierre Stockelynck, agriculteur
- de 1811 à 1816 : François Declercq, agriculteur
- de 1816 à 1830 : Pieter Cordier, agriculteur (Royaume uni des Pays-Bas)
- de 1837 à 1854 : Henricus A. De Schoolmeester
- de 1855 à 1878 : Frederik Rijckewaert
- de 1879 à 1884 : Carolus Declerq, agriculteur
- de 1885 à 1895 : Carolus Maes, meunier
- de 1896 à 1921 : Serafien Declerck, agriculteur
- de 1922 à 1938 : Désiré Brassine, poissonnier
- de 1939 à 1942 : Albéric Florizoone, industriel
- de 1942 à 1944 : Honoré Loones, hôtelier
- de 1944 à 1944 : Firmin Vermeersch
- de 1944 à 1947 : Omer Declercq, agriculteur
- de 1948 à 1952 : Albéric Florizoone, industriel
- de 1953 à 1964 : Rosa Dewitte, épouse Honoré Loones
- de 1965 à 1976 : Honoré Loones, hôtelier

En 1976, Ostdunkerque fusionne avec Coxyde, et cesse donc d'exister en tant que commune.

## Musée
- Musée national de la pêche (NAVIGO)

## Tradition

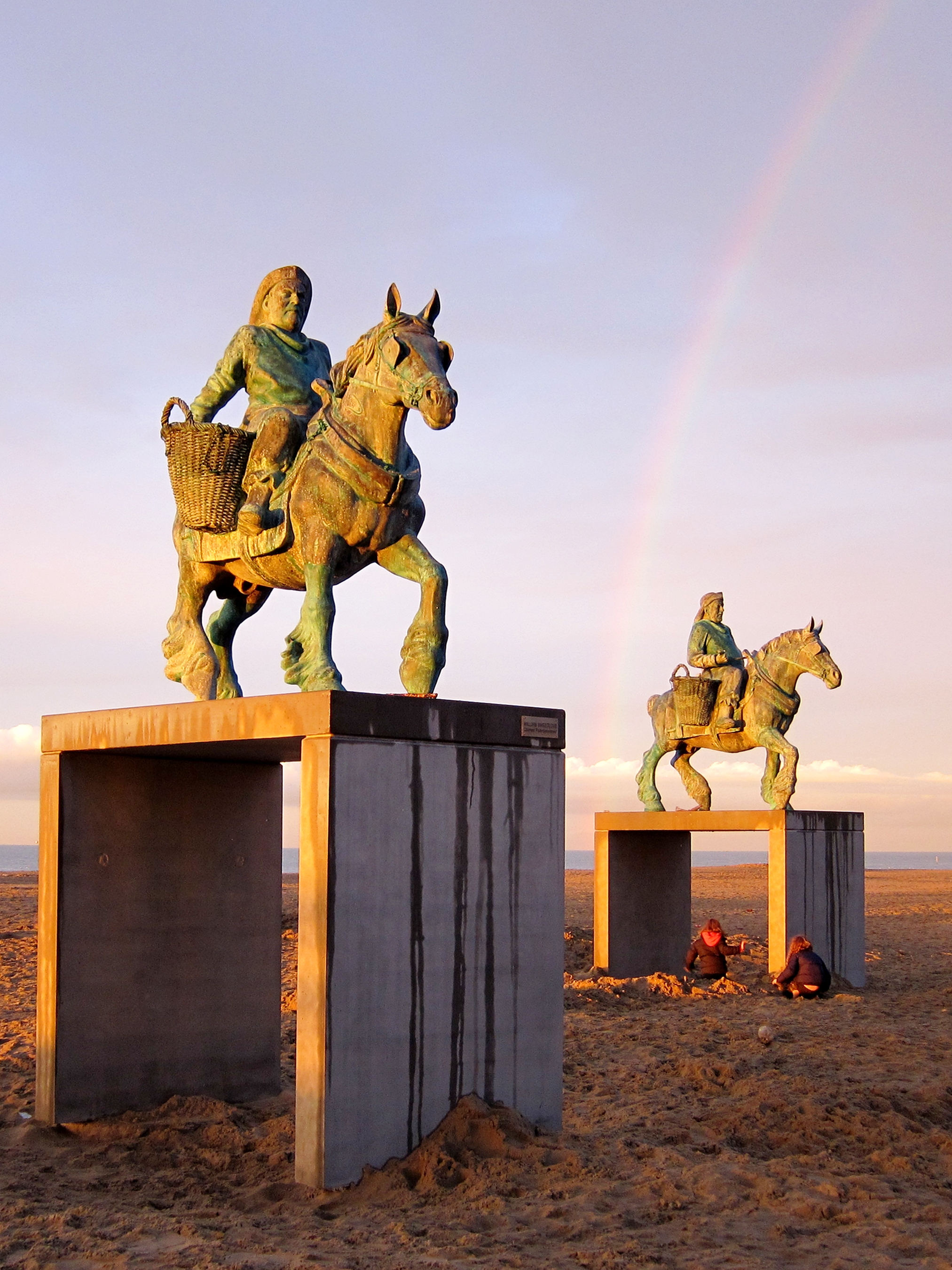
Pêcheurs à cheval sur la plage d'Ostdunkerque.

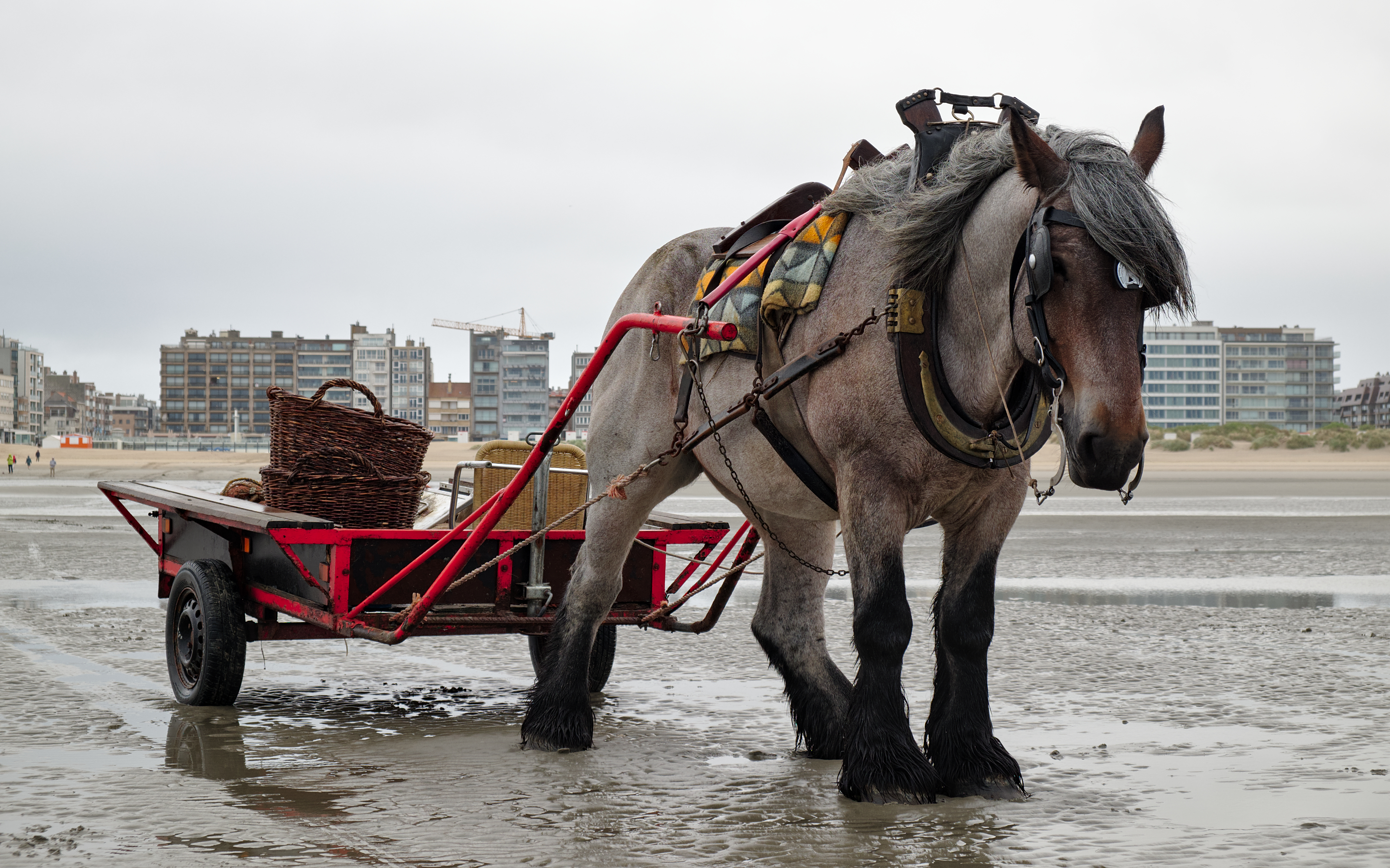
Trait belge sur la plage.

Ils ne sont plus qu'une poignée sur la côte belge à capturer les crevettes grises dans des chaluts halés par des chevaux de trait de race brabançonne. Une tradition spectaculaire qui se pratique toujours à marée basse. La Pêche aux crevettes à cheval à Oostduinkerke a été reconnue, en 2013, patrimoine culturel immatériel de l'humanité.

## Transports
Ostdunkerque est desservie par le tramway de la côte belge appelé en néerlandais « De Kusttram » (Le tram du littoral) qui parcourt la côte depuis La Panne jusqu'à Knokke-Heist, à la limite de la frontière des Pays-Bas. Celui-ci y a quatre arrêts : Groenendijk, Duinpark, Bad et  Schipgat.

## Personnalités célèbres
- Irma Laplasse (1904-1945).
- Walter Capiau (nl) (1937-2018), présentateur télé.
- Gert Verhulst (°1968), présentateur et acteur.
- Piet Goddaer (°1970), musicien.
- Gaëtan Englebert (°1976), footballeur.